# Перич, Слободан
Слободан Перич (серб. Слободан Перић / Slobodan Perić; 15 января 1961 года — 29 мая 2010 года) — полковник ВВС Югославии. Участник войны НАТО против Югославии.

## Биография

### Начало службы
Слободан Перич родился 15 января 1961 года в городе Лозница. Окончил среднюю школу авиации в Мостаре, после чего поступил в академию ВВС, где первые два года учился в Задаре, последние два года — в Пуле. Пилотом ВВС Югославии стал в 1983 году, начал служить на аэродроме Батайница.

### Бомбардировки НАТО
26 марта 1999 года Слободан Перич и его боевой товарищ капитан Зоран Радосавлевич отправились добровольцами на боевое задание, чтобы участвовать в войне против НАТО. В своих воспоминаниях Перич говорил, что его, как и Радосавлевича, отговаривала семья, особенно сын Лука:

Вместе с покойным ныне Зораном Радосавлевичем мы шли домой отдохнуть. Пришли мои родители, родственники и соседи. Все хотели знать, что происходит и сколько это будет длиться. Меня прервали и позвали назад в часть. У дверей меня схватил мой сын Лука, которому было два года, и сказал: «Папа, не уходи». Мне было тяжело, но я должен был это сделать. Пришёл к Радосавлевичу, позвонил на интерфон, когда его мать Рада и девушка подошли к окну. Рада мне сказала: «Буцо, присмотри за Зораном», и мы ушли.
Оригинальный текст (серб.)Одем с покојним Зораном Радосављевићем кући да се одморимо. Дошли су и моји родитељи, рођаци и комшије. Сви су хтели да знају шта се дешава, колико ће да потраје. Мени пукне филм и кренем назад у јединицу. На вратима ми се Лука, који је имао две године, обеси о ногу и каже: „Тата, немој да идеш.“ Тешко ми је, али шта ћу, морам. Одем до Радосављевића, звоним на интерфон, кад његова мајка Рада и тадашња девојка излазе на прозор. Рада ми добацује: „Буцо, пази ми на Зорана“, и ми одлазимо.

Вылет состоялся в 17:00 26 марта. Самолёты летели на север через Банат на высоте 15-20 метров над землёй, чтобы радары их не заметили. Над Зренянином офицер по наведению приказал поворачивать к югу, а возле горы Фрушки на высоте 200 метров Перич приказал Зорану следить за всеми целями на радаре. На этом моменте самолёты поднялись на высоту 7 км, а вскоре, после перелёта через границу Югославии, Зоран сообщил об обнаружении противника справа. Затем Перич обнаружил сразу четыре цели, коими оказались ракеты, и приказал Зорану уходить. Он выполнил противоракетный манёвр, уклонившись от одной ракеты, но вторая попала в правый мотор. Считается, что его сбил американец Джефф Хванг, пилотировавший истребитель F-15C.

После всех манёвров в воздухе и уклонений ракета НАТО попала в нас обоих. Когда я увидел, что самолёт не спасти, сквозь мой мозг прошла фраза «Папа, не уходи», и я дёрнул ручку и катапультировался. Это было на высоте 7-8 тысяч метров. Когда сиденье кресла перевернулось вверх ногами, я увидел в нём дыру — перед собой на высоте 5 тысяч метров. Единственное, о чём я думал — чтобы парашют раскрылся. Такого страха у меня ещё никогда не было.
Оригинальный текст (серб.)После силних маневара у ваздуху и избегавања НАТО ракета погођени смо обојица. Када сам видео да авиону нема спаса, за трен ми је кроз главу прошло „тата, немој да идеш“, повукао сам ручицу и катапултирао се. Искочио сам са седам-осам хиљада метара. А кад се седиште окренуло наопачке, угледао сам рупу испред себе од 5.000 метара и једино што сам пожелео је да се падобран отвори. Тај страх нисам никад осетио.

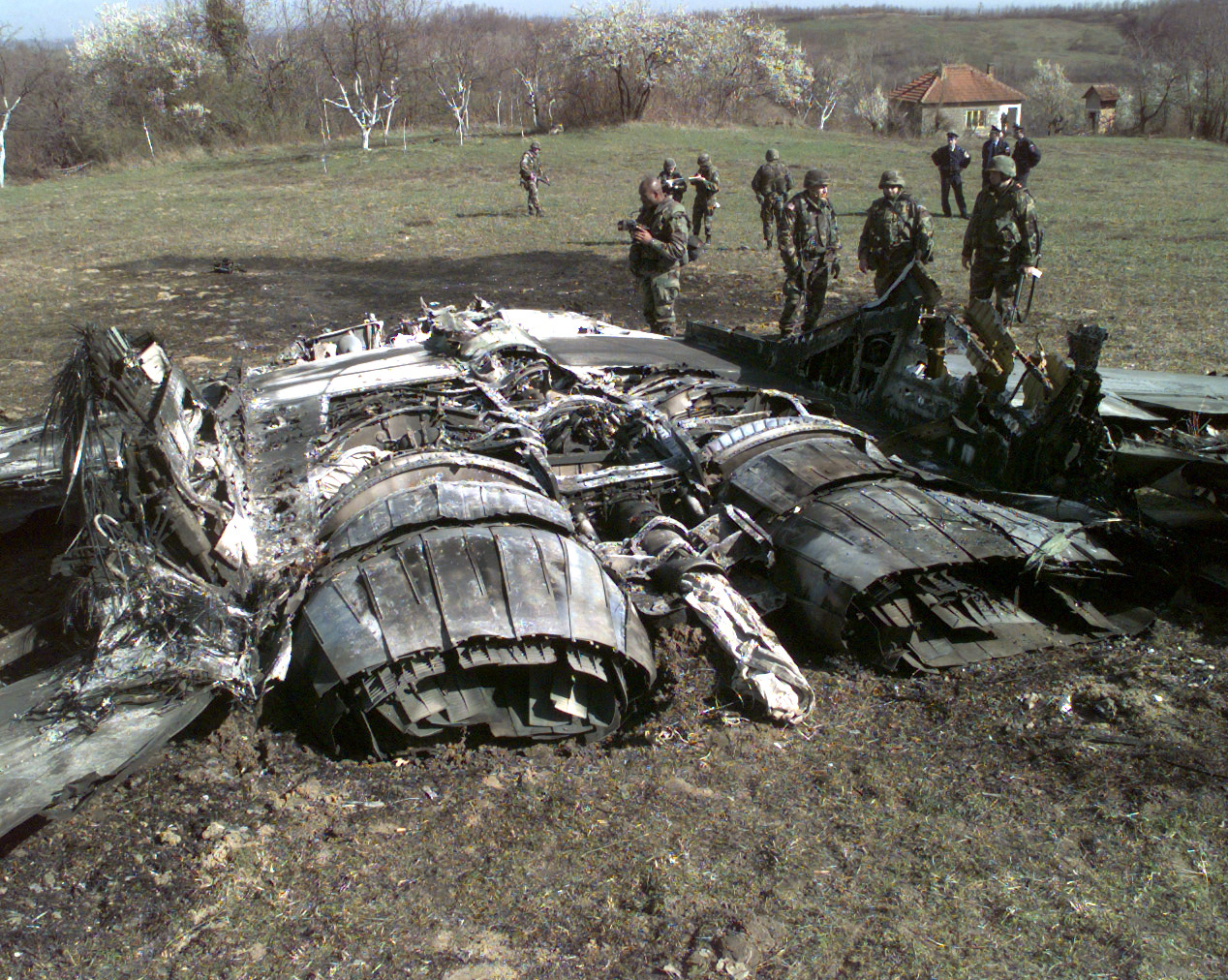
Один из двух югославских МиГ-29, сбитых истребителями НАТО над Боснией 26 марта 1999 года

С момента начала воздушного боя до попадания ракеты прошло всего 12 минут. Хотя Перич спасся, его товарищ Зоран Радосавлевич погиб в бою. Полковник приземлился возле сербского села Доня-Крцмина (Республика Сербская, Босния и Герцеговина), а его самолёт рухнул на минное поле за посёлком Лазе, где проживали мусульмане. Полиция из Рацы доставила Перича в Батайницу, который рассказал генералу Любише Вличковичу о произошедшем и узнал от него о гибели Радосавлевича. Уже через несколько часов Перич вернулся на территорию Сербии.
10 июня 1999 года по указу главнокомандующего ВВС Югославии генерал-полковника Спасое Смилянича, был награждён «золотым значком пилота», а после окончания войны ещё и орденом «За храбрость» лично из рук президента Югославии Слободана Милошевича.

### После службы
В 2004 году после выхода на пенсию переехал в Белград, где начал заниматься производством коньяка в личном хозяйстве, а также был владельцем автомойки. В 2008 году о Периче и его боевых товарищах был снят документальный фильм под названием «Никто не сказал "не буду"» (серб. Нико није рекао нећу).
29 мая 2010 года полковник ВВС Югославии в отставке Слободан Перич погиб в автокатастрофе, направляясь по дороге в город Валево. Это произошло, когда «Ford», управляемый Перичем, занесло, и тот, не справившись с управлением, врезался в стену и перевернулся.